# Hecho en España
Hecho en Espana – trzeci album koncertowy meksykańskiej grupy RBD, wydany 2 października 2007 roku w ramach trasy Celestial World Tour

## Lista piosenek

### CD1
1. Obertura Celestial
2. Carino Mio
3. Ser o Parecer
4. Wanna Play
5. Dame
6. Money, Money
7. Quiero Poder
8. Salvame
9. Besame sin miedo
10. I wanna be the rain

### CD2
1. Algun Dia
2. Medley (Quiza/Este Corazon)
3. No Pares
4. Tu Amor
5. Nuestro Amor
6. Aun Hay Algo
7. Tras de mi
8. Celestial
9. Rebelde
10. Carino Mio reprise